# رایشنوالده
رایشنوالده (به آلمانی: Reichenwalde) یک شهر در آلمان است که در اودر-اشپری واقع شده‌است. رایشنوالده ۱٬۰۹۵ نفر جمعیت دارد.